# Hélène Rollès
Hélène Rollès née le 20 décembre 1966 au Mans, est une chanteuse et comédienne française, également connue sous son simple prénom Hélène. 
Elle est principalement connue pour sa carrière de chanteuse dans les années 1990 et pour son rôle d'Hélène Girard depuis 1991 dans les séries Premiers baisers, Hélène et les Garçons, Le Miracle de l'amour, Les Vacances de l'amour et Les Mystères de l'amour.

## Biographie

### Les débuts (1979 - 1991)
La carrière d'Hélène Rollès commence en 1979 à l'âge de douze ans : après avoir répondu à une petite annonce de Paris Match, elle tourne dans le film Le Mouton noir de Jean-Pierre Moscardo, aux côtés de Jacques Dutronc et Brigitte Fossey. Elle fait alors ses premières apparitions télévisées, notamment dans l'émission  de Michel Drucker, Les Rendez-vous du dimanche.
En 1983, elle se voit proposer un petit rôle dans Le Marginal mais la jeune fille refuse.
Le 29 mars 1987, elle rencontre Dorothée et Jean-Luc Azoulay lors d'un concert de Dorothée au Mans. Elle est embauchée pour travailler au service courrier d'AB Productions, et Jean-Luc Azoulay lui écrit en 1988 son premier single, Dans ses grands yeux verts, qui sort sous le nom d'Hélène. Dans la foulée, elle enregistre trois chansons consacrées au dessin animé Candy,.
Convaincu du potentiel de la jeune fille, Azoulay lui fait enregistrer un album en 1989, Ce train qui s'en va, soutenu par les singles Ce train qui s'en va, Sarah et Jimmy Jimmy. 
Le succès n'est pas encore au rendez-vous, mais Hélène multiplie les apparitions dans les émissions jeunesse de TF1 (Club Dorothée, Jacky Show, ainsi que les sitcoms Pas de pitié pour les croissants et Salut les Musclés) et participe aux comédies musicales Retour à Diguedondaine, Avec une chanson et Rock n'Twist. Elle se produit également en première partie des concerts de Dorothée en Chine, et enregistre plusieurs génériques de dessins animés du Club Dorothée.

### Les années de gloire (1991 - 1995)
Après avoir interprété Hélène Girard, la grande sœur de Justine dans la sitcom Premiers baisers, diffusée sur TF1 à partir de décembre 1991, Jean-Luc Azoulay décide de créer en 1992 une sitcom centrée sur son personnage, Hélène et les Garçons. Réalisant des scores d'audience exceptionnels en France (entre quatre et six millions de téléspectateurs chaque soir),,, la série est adaptée dans plusieurs pays à l'étranger.
Le triomphe de la série permet à Hélène, qui est l'interprète du générique Pour l'amour d'un garçon (n°4 au Top 50), de s'imposer musicalement. Son deuxième album sort fin 1992 et s'écoule à plus de 700 000 exemplaires. Un autre single sera exploité, Peut-être qu'en septembre, qui se classera 11e du Top 50. La jeune artiste est alors sur-médiatisée et accumule les couvertures de magazines et les apparitions télévisées.

En 1993, elle publie l'album Je m'appelle Hélène, qui atteint les 900 000 exemplaires et dont le single Je m'appelle Hélène se classe 5e au Top 50. Deux autres singles seront extraits : Dans les yeux d'une fille et Amour secret. Cet album sort notamment en Chine, au Japon, en Russie et en Grèce.
En mai 1993, elle déclenche une émeute lors de son passage au MIP TV de Cannes,. Azoulay écrit pour Anthony Dupray un titre qui est consacré à la chanteuse, Autour de toi Hélène.
Elle se produit au Zénith de Paris pour sept représentations et en tournée en France du 8 octobre au 5 décembre 1993. Une vidéo de ce concert sort début 1994. Nommée aux Victoires de la musique dans la catégorie « Révélation féminine », elle fait la une du journal anglais Sunday Times (qui la rebaptise « The New Bardot ») et l'émission Envoyé Spécial sur France 2 lui consacre un reportage. Elle participe à l'opération Pièces jaunes et devient marraine de la SPA.
À l'automne 1994, Hélène sort l'album Le Miracle de l'amour, en partie enregistré à Nashville : même si celui-ci atteint la 16e place des ventes, aucun des trois singles extraits (Le Miracle de l'amour, Moi aussi, je vous aime et Imagine) ne connaît le succès.

Hélène et les Garçons s'interrompt fin 1994 pour laisser place à une suite, Le Miracle de l'amour, lancée en février 1995 sur TF1. La chanteuse se produit à Bercy en janvier 1995 pour six concerts complets, puis en tournée du 28 janvier au 23 mars 1995, en France, Belgique, Suisse, et même en Norvège. Lors de sa prestation sur scène en Belgique en 1995, elle est entartée par Noël Godin.

Après cette seconde tournée, elle décide de prendre du recul sur sa carrière. Son personnage disparaît progressivement du Miracle de l'amour.

### La parenthèse (1996 - 1999)
En décembre 1995, elle publie l'album Toi... Émois qui ne connaît pas le succès, malgré les singles Toi et Je t'aime. Cette année-là, elle devient marraine de Sun Movie, une nouvelle chaîne asiatique qui diffuse Hélène et les Garçons.
En juillet 1997, est édité un sixième album, À force de solitude. Enregistré à Londres et pour lequel elle fait ses débuts d'auteur-compositeur, l'album passe inaperçu.

### Premier retour et «Vacances de l’amour» (2000 - 2005)
Au début des années 2000, elle tient un petit rôle dans Exit, un film noir réalisé par Olivier Megaton et produit par Luc Besson, dans lequel elle casse son image en interprétant une toxicomane.
Entre 2000 et 2004, elle retrouve le personnage d'Hélène Girard dans les nouvelles saisons des Vacances de l'amour, nouvelle série tournée aux Antilles et dont le format sitcom est remplacé par un format de 50 minutes.

En 2001, Hélène enregistre trois titres en hommage à Georges Brassens . En 2003, sort le single Que du vent, premier extrait de son septième album, Tourner la page, dont la sortie sera annulée. 
Au printemps 2005, elle participe à l'émission de télé-réalité Première compagnie, toujours sur TF1.

### Un nouveau retour (depuis 2010)
En octobre 2010, elle tourne dans Les Mystères de l'amour, suite des Vacances de l'amour que diffuse TMC depuis le 12 février 2011.
Elle participe au concert de Dorothée à Bercy le 18 décembre 2010, avec qui elle interprète notamment le duo Salut ça va ? et co-présente un Vivement dimanche spécial Noël sur France 2 avec Michel Drucker le 25 décembre 2011.
Le 6 janvier 2012, Hélène Rollès remonte sur scène à l'Olympia et publie son huitième album, Hélène 2012, qui ne connaît pas le succès. Après un concert acoustique au Folie's Pigalle et au Divan du monde, elle publie sa première compilation, ainsi que le DVD de son spectacle à l'Olympia.
En janvier 2014, elle participe à Pékin au spectacle du Nouvel An chinois, pour lequel elle interprèteJe m'appelle Hélène et le titre Love is Blue en duo avec la star locale Lin Yilun.
En novembre 2015, Hélène entame une tournée de 14 dates en Chine. Présentée alors comme la « Teresa Teng française », elle va jusqu'à interpréter sur scène, dans sa version en mandarin, le célèbre titre "Tian Mi Mi" (甜蜜蜜) (en), une chanson inspirée d'un chant folklorique d'Indonésie ("Dayung Sampan"), devenue un classique à travers toute l'Asie, grâce à Teresa Teng, la superstar chinoise, d'origine taïwanaise.
En 2016, ses nouvelles chansons sont scénarisées et intégrées au scénario de la Saison 12 des Mystères de l'amour. Un album sort le 3 juin et atteint la 5e place du Top Albums, soutenu par le single Effacer le passé. Cinq concerts sont également annoncés, dont un soir à l'Olympia le 7 décembre. Cependant, cette date peine à se remplir et seules deux dates de la tournée sont maintenues. 
Le 20 août 2021, sort un nouvel album porté par le single Un amour. 
En 2024, Hélène Rollès continue de tourner dans Les Mystères de l'amour, série qui en est à sa 34e saison.

### Vie privée
À l'époque des tournages d'Hélène et les Garçons et Le Miracle de l'amour, elle est en couple avec son partenaire à l'écran, Patrick Puydebat,.
En 2013, Hélène Rollès adopte deux enfants originaires d'Éthiopie, June et Marcus.

## Filmographie

### Télévision
- 1988-1991 : Pas de pitié pour les croissants (série télévisée)(épisodes 49, 75, 76, 123)
- 1990-1991 : Salut Les Musclés (série télévisée) : la princesse Gwendoline, puis Hélène Girard (épisodes 34 et 98)
- 1991-1992 : Premiers baisers (série télévisée) : Hélène Girard
- 1992-1994 : Hélène et les Garçons (série télévisée) : Hélène Girard
- 1993 : Famille fou rire (téléfilm) : Hélène Girard
- 1995-1996 : Le Miracle de l'amour (série télévisée) : Hélène Girard
- 2000-2007 : Les Vacances de l'amour (série télévisée) : Hélène Girard (saisons 4 et 5)
- Depuis 2011 : Les Mystères de l'amour (série télévisée) : Hélène Girard

### Cinéma
- 1979 : Le Mouton noir, réalisé par Jean-Pierre Moscardo : Alice
- 2000 : Exit, réalisé par Olivier Megaton

## Émissions de télévision
- 2005 : Première compagnie sur TF1 : candidate
- 2012 : Fort Boyard sur France 2 : candidate
- 2015 : Le Maillon faible sur C8 : candidate
- 2017 : Le Grand Blind test sur TF1 : candidate
- 2025 : Mask Singer (saison 7) sur TF1 : candidate

## Distinction
- Nommée aux Victoires de la musique 1994 dans la catégorie Révélation féminine

## Discographie

### Albums
- 1989 : Ce train qui s'en va
- 1992 : Pour l'amour d'un garçon
- 1993 : Je m'appelle Hélène
- 1994 : Le Miracle de l'amour
- 1995 : Toi... Émois
- 1997 : À force de solitude
- 2003 : Tourner la page
- 2012 : Hélène 2012
- 2016 : Hélène 2016
- 2021 : Un amour
- 2024 : Hélène 2024

### Compilations
- 2012 : compilation
- 2016 : L'Essentiel

### Albums live
- 2017 : Hélène à l'Olympia 2016

### Morceaux isolés

#### Sur des compilations AB
- 1988 : K7 audio de chansons du dessin animé Candy (dont 3 d'entre elles sont chantées par Hélène).
- 1989 : Top jeunes, compilation comprenant le premier single d'Hélène Dans ses grands yeux verts.
- 1992 : Le Top des séries, compilation des génériques AB avec Pour l'amour d'un garçon.
- 1993 : K7 audio Dorothée et Hélène, offerte par le magazine Télé Club Plus, comprenant, entre autres, le duo Dona Dona.
- 1994 : Des millions de copains pour Sol En Si, compilation des tubes AB avec Je m'appelle Hélène.
- 1995 : Le Noël des étoiles, compilation de chants de Noël interprétés par Dorothée et les acteurs-chanteurs des séries du groupe AB. Hélène interprète Douce nuit sainte nuit.
- 1996 : Stars TV 3, compilation comprenant Je t'aime et Partir avec toi.
- 2003 : Mangas Volume 4, compilation des génériques AB comprenant Makko, chanté par Hélène.
- 2010 : Dorothée 2010, album de Dorothée comprenant le duo Salut ça va.

#### À l'étranger
- Les six premiers albums (AB Disques) sont sortis au Japon et en Chine ainsi qu'une compilation. Certains albums sont sortis en 33 tours en Asie et en Grèce. Quatre cassettes audio sont parues en Russie.

### Singles
- 1988 : Dans ses grands yeux verts
- 1989 : Ce train qui s'en va
- 1989 : Sarah
- 1990 : Jimmy, Jimmy
- 1990 : Makko (générique du dessin animé)
- 1992 : Pour l'amour d'un garçon
- 1993 : Peut être qu'en septembre
- 1993 : Donna, Donna (en duo avec Dorothée)
- 1993 : Je m'appelle Hélène
- 1994 : Dans les yeux d'une fille
- 1994 : Amour secret
- 1994 : Le Miracle de l'amour
- 1995 : Moi aussi je vous aime
- 1995 : Imagine
- 1995 : Toi
- 1996 : Je t'aime
- 1997 : À force de solitude
- 1998 : C'est parce que je t'aime
- 2003 : Que du vent
- 2003 : Sur mon étoile
- 2010 : Salut, ça va? (en duo avec Dorothée)
- 2011 : Les Mystères de l'amour
- 2012 : C'était à toi que je pensais
- 2012 : Robin des bois
- 2016 : Effacer le passé
- 2016 : Nos tendres années
- 2017 : Di dou dam
- 2017 : Des mots d'amour
- 2021 : Un amour
- 2022 : Et si un jour tu revenais
- 2022 : La comptine du panda roux
- 2024 : Oh la la la vie est belle
- 2025 : Il aime un garçon

### Spectacles
- Retour à Diguedondaine : Au Champ-de-Mars (Paris) du 22 au 30 décembre 1989.
- Dorothée Chine 90 : Première partie des concerts de Dorothée en Chine, tournée en mai 1990.
- Avec une chanson : Au Trocadéro du 21 décembre 1990 au 5 janvier 1991.
- Rock'n' Twist  : Au Trocadéro du 22 décembre 1991 au 3 janvier 1992.
- Hélène Zénith 93 : Au Zénith de Paris du 22 au 31 octobre 1993 et en tournée en France du 8 octobre au 15 décembre 1993.
- Hélène Bercy 95 : À Bercy du 14 au 22 janvier 1995 et en tournée en France, Belgique, Suisse et Norvège du 28 janvier au 26 mars 1995.
- Hélène Russie 98 : Tournée en Russie de janvier à mars 1998.
- Dorothée et le Club Dorothée Bercy 2010 : Participation au concert de Dorothée à Bercy, le 18 décembre 2010.
- Hélène Olympia 2012 : À l'Olympia de Paris les 6 et 7 janvier 2012.
- Hélène Concert Acoustique : Aux « Folie's Pigalle », à Paris le 11 février 2012.
- Hélène Concert Acoustique : Au Divan du monde, à Paris le 29 mai 2012.
- Tournée en Chine (2015)
- Sur scène en Russie (2016)
- Tournée en Chine (2016)
- Hélène Olympia 2016 : À l'Olympia de Paris le 7 décembre 2016 et en tournée à Lille le 3 décembre 2016 ainsi qu'à Lyon le 15 décembre 2016.
- Hélène au Théâtre Marigny à Paris,  les 7 et 8 mars 2025

## Vidéographie

### Clips
Quelques chansons des deux premiers albums (1989 et 1992) ont été adaptées en clips et éditées en vidéo à la suite de la sortie du deuxième album. Les albums de 1993, 1994 et 1995 ont été intégralement tournés en clips et édités en vidéo.
- Hélène : L'album Pour l'amour d'un garçon en vidéo (10 clips + une version karaoké de "Pour l'amour d'un garçon") (1992) ;
- Hélène : L'album Je m'appelle Hélène en vidéo (10 clips) (1993) ;
- Hélène : L'album Le Miracle de l'amour en vidéo (12 clips) (1994) ;
- Hélène : L'album Toi... émois en vidéo (10 clips) (1996) ;
- Hélène (l'intégralité des clips) et le Club Dorothée (compilation clips) + bonus en DVD (2015).

### Concerts
Les spectacles Hélène : Zénith 93 et Hélène : Bercy 95 sont sortis en vidéo. Le spectacle Hélène : Olympia 2012 est sorti en DVD en mai 2012.
- Hélène : Zénith 93 en vidéo (1993) ;
- Hélène : Bercy 95 en vidéo (1995) ;
- Dorothée et le Club Dorothée à Bercy en DVD (2010) ;
- Hélène : Olympia 2012 en DVD (2012), comprenant également en bonus les 5 clips de l'album 2012 et un documentaire.

### Séries télé
Hélène et les Garçons, Le Miracle de l'amour et Premiers baisers ont été éditées en plusieurs volumes, en cassette vidéo et DVD. 5 coffrets DVD Hélène et les garçons sont sortis en mai 2012. Les saisons 1 à 11 des Mystères de l'amour sont sorties en DVD en volumes séparés. Un coffret réunissant les 2 premières saisons des Mystères de l'amour est également sorti en novembre 2012, ainsi qu'un autre volume regroupant les 3 premières saisons. En 2017, un coffret réunissant les saisons 1 à 9 est sorti et un autre avec les saisons 10 à 14 est également sorti.

### Cinéma
Les films Le Mouton Noir (1979) et Exit (2000) sont aussi sortis en cassette vidéo et DVD.